# Arnold Dwarika
Arnold Dwarika (Arima, 23 febbraio 1973) è un ex calciatore trinidadiano, di ruolo centrocampista.